# Erpetogomphus crotalinus
Erpetogomphus crotalinus är en trollsländeart som först beskrevs av Hagen in Selys 1854.  Erpetogomphus crotalinus ingår i släktet Erpetogomphus och familjen flodtrollsländor. IUCN kategoriserar arten globalt som livskraftig. Inga underarter finns listade i Catalogue of Life.